# 665 Sabine
665 Sabine

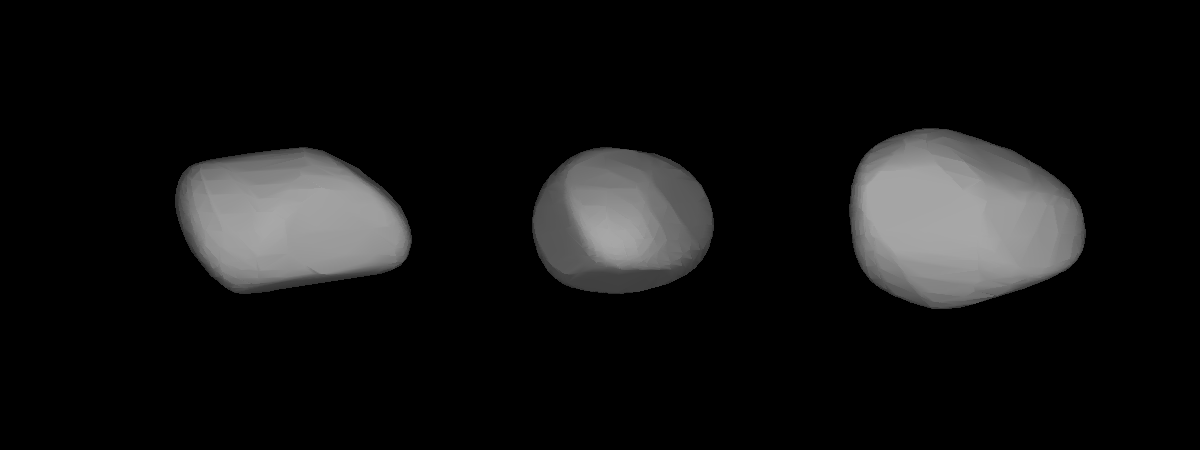
Mô hình 3D của 665 Sabine

665 Sabine là một tiểu hành tinh ở vành đai chính. Nó được Wilhelm Lorenz phát hiện ngày 22.7.1908 ở Heidelberg và được đặt theo tên Sabine, tên họ của phụ nữ Pháp